# Grande Romania

Evoluzione territoriale della Romania

Per Grande Romania (in romeno România Mare) si intende il territorio della Romania nel periodo interbellico, il quale va dalla fine del 1918 fino al giugno 1941, mese in cui il paese entrò nella seconda guerra mondiale.
Durante tale fase storica, a seguito della firma del trattato di Trianon del 1920, la Romania raggiunse la sua massima estensione territoriale (295.641 km²), ma incorporò minoranze ostili che verso il tramonto di una simile parentesi causarono crisi politiche. La nazione, nonostante avesse raggiunto un certo sviluppo, non fu in grado di affrontare con risolutezza i suoi problemi legati all'arretratezza e alla povertà di gran parte della sua popolazione, per lo più dedita all'agricoltura. La politica del paese, teoricamente democratica e parlamentare e in realtà però dominata da una minoranza della classe media che controllava le elezioni, si spostò gradualmente verso l'autoritarismo e sfociò nella dittatura alla fine degli anni '30.
La storia politica rumena dell'epoca si può dividere in tre periodi: il dopoguerra, dominato dal Partito Nazionale Liberale, sostenuto dal re Ferdinando e libero di agire perché assente l'opposizione del suo vecchio rivale; una fase intermedia di reggenza, in cui salì al potere il Partito Nazionale Contadino; una terza fase legata alla figura di re Carlo II, in cui vi fu un graduale controllo politico del monarca in concomitanza con la crisi del sistema parlamentare, rimpiazzato alla fine degli anni '30 da una dittatura a tutti gli effetti.
Per quanto concerne la politica estera, il paese si costituì nell'ambito delle conseguenze della prima guerra mondiale e mantenne uno stretto rapporto con la Francia e con i suoi vicini contrari alle revisioni territoriali,  partecipando alla cosiddetta alleanza della Piccola Intesa. Dopo la Grande depressione e quando la tensione internazionale crebbe negli anni '30 anche per via della passività del Regno Unito e della Francia davanti agli atteggiamenti della Germania nazista, la Romania si avvicinò prima a una posizione di neutralità e poi alle potenze fasciste. Gli storici spiegano tale presa di posizione per via della mancata risoluzione della crisi economica rumena, che si tentò di alleviare ricorrendo all'autarchia e promuovendo una politica di riarmo. Tuttavia, la presa di posizione in favore di Germania e Italia divenne totale solo a seguito della sconfitta della Francia nell'estate del 1940. Poiché la scelta di schierarsi con l'una o con l'altra fazione fu presa dunque a quasi un anno di distanza dallo scoppio del conflitto, la Romania vide tra giugno e settembre 1940 perdere una parte sostanziale dei territori ottenuti dopo la prima guerra mondiale.
L'ostilità verso la sinistra politica, associata tradizionalmente all'Unione Sovietica, la quale era tra l'altro già percepita come un nemico per via degli interessi espansionistici di Bucarest verso est, fece sì che il malcontento si riflettesse in un aumento delle formazioni di estrema destra ostili all'oligarchia, che scomparvero temporaneamente alla fine degli anni '30 per poi riemergere in seguito, dopo l'abdicazione di Carlo II.
La Grande Romania cessò di esistere con l'ingresso nella seconda guerra mondiale e con la decisione di allearsi con le potenze dell'Asse, in concomitanza con l'esecuzione dell'operazione Barbarossa avvenuta nel giugno 1941.

## Storia

"Lunga vita alla Grande Romania" secondo una ricostruzione del 1917. Etichettato per la prima volta quando fu pubblicato dall'esercito austro-ungarico come frutto del lavoro di "cittadini voltagabbana di etnia rumena", divenne il simbolo del corpo di volontari dell'esercito rumeno

La Romania visse un periodo di netta crescita dopo la prima guerra mondiale. La sconfitta e lo smembramento dell'Impero austro-ungarico le permise di acquisire possesso della Bucovina, parte dell'Austria dal 1775, e della Transilvania, di parte del Banato e dei distretti di Crișana e Maramureş, per secoli sottoposti all'autorità della Corona d'Ungheria. La dissoluzione dell'Impero russo, la rivoluzione e la successiva guerra civile permisero alla Romania di occupare e successivamente annettere la Bessarabia, appartenuta a Mosca dal 1812. In tutte queste aree geografiche l'etnia più presente era quella rumena, sebbene vi fossero anche abbondanti minoranze. Bucarest aveva altresì ottenuto la Dobrugia meridionale immediatamente prima dello scoppio della Grande Guerra dopo la sconfitta bulgara nella seconda guerra balcanica avvenuta nel 1913. Sebbene persa durante il conflitto, la Romania la riconquistò dopo la capitolazione degli Imperi centrali. In questa provincia, a differenza delle altre appena acquisite, la popolazione culturale rumena costituiva la minoranza.

### Politica interna

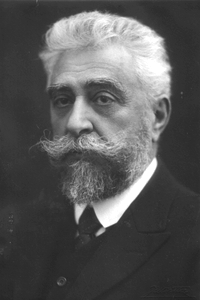
Ion I. C. Brătianu, più volte primo ministro e figura di spicco del Partito Nazionale Liberale (PNL), gestì la politica rumena del dopoguerra fino alla sua morte nel 1927, in parte grazie al beneplacito del re Ferdinando I. Poco dopo la sua morte, il PNL entrò in crisi

L'immagine del partito conservatore, a capo di cui vi era Alexandru Marghiloman durante l'occupazione da parte degli Imperi centrali del sud del paese, fu offuscata dalla firma di un trattato di pace sfavorevole alla nazione, oltre che per l'ostinazione di non effettuare la riforma agraria e la fama di collaborazionisti del re Ferdinando I. Nelle elezioni del novembre 1919 il partito, trasformatosi in un misto tra conservatorismo e progressismo, quasi scomparve, ottenendo solo il 3,8% dei consensi: il tallone d'Achille si dimostrò la mancata effettuazione della riforma agraria. Il tradizionale bipartitismo in cui figuravano il Partito Conservatore e il Partito Nazionale Liberale scomparve quando venne meno il primo, favorendo a quel punto i Nazionaliberali, i quali ebbero però delle difficoltà a mantenere la maggioranza.

#### Il dopoguerra e la riforma agraria
Dopo un nuovo esecutivo guidato dal caudillo liberale Ion I. C. Brătianu e attivo tra il novembre 1918 e il settembre 1919, ne seguì un altro diretto dal generale Artur Văitoianu, che fece tenere le elezioni a novembre col suffragio universale maschile per la prima volta nella storia della nazione. I risultati elettorali risultarono sorprendenti per certi versi poiché consentirono l'affermazione di nuovi partiti sulla scena nazionale, quali il Partito nazionale rumeno della Transilvania e del Banato, il Partito contadino di Mihalache e il Partito nazionalista democratico di destra dello storico Nicolae Iorga. I vincitori formarono un governo di coalizione che cercò di attuare una riforma agraria seria, cosa che paradossalmente costò la loro ricandidatura.

#### Il ritorno dei liberali
I liberali ripresero il potere nel 1922 e approvarono una nuova Costituzione l'anno successivo, preoccupandosi poi di assegnare nuovi poteri a chi fosse al governo. Nello specifico, questi vennero concessi al monarca, vicino ai liberali, che, insieme alla struttura del senato, poteva effettivamente rendere più agevole le manovre della forza di maggioranza. Nel 1926 alla carta costituzionale si unì una disposizione legislativa elettorale che emulava quella adottata nell'Italia fascista, la legge Acerbo, la quale concedeva il 50% dei seggi al partito che guadagnava il 40% dei voti. Questa finiva per spingere i partiti a stringere alleanze talvolta molto labili pur di raggiungere l'agognata percentuale citata e accresceva il pericolo che, una volta al potere, si verificasse malgoverno o casi di corruzione per compensare le grandi spese che il mantenimento di ampie rappresentanze dell'intero Paese richiedeva. I liberali approvarono inoltre una serie di provvedimenti legislativi con cui gran parte delle risorse economiche veniva assorbita da Bucarest, rendendo di fatto autonomi a livelli infimi i nuovi distretti. Tale manovra suscitò il malcontento dell'opposizione, in particolare quella di origine transilvana, e rapidamente lese l'immagine del governo: per evitare di decadere, si cedette il potere al filo-liberale generale Alexandru Averescu che avrebbe dovuto agire da traghettatore, ma il potere resto di fatto nelle mani dei liberali dal marzo 1926 al giugno 1927. Quando il militare si mostrò favorevole a perseguire politiche diverse da quelle indicate dal partito di maggioranza, Averescu fu allontanato dal re su richiesta del PNL, tornato da allora al potere.
Ion Brătianu tornò brevemente al ruolo di capo di gabinetto, ma la sua morte nello stesso anno, insieme a quella del sovrano, vicino ai liberali anche nelle ultime fasi della sua vita, condusse la formazione politica a una crisi irreversibile. Dopo una breve proroga al potere concessa al fratello di Ion, Vintilă Brătianu, l'opposizione e il malcontento popolare spinsero il monarca a sciogliere l'esecutivo e a incaricare il leader dell'opposizione Iuliu Maniu (Partito contadino nazionale) di formare un nuovo governo.

#### I governi contadini nazionali e il ritorno di Carlo II

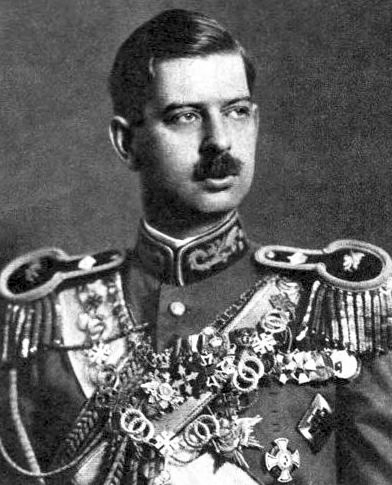
Carlo II, re nel corso degli anni trenta e principale figura politica del decennio. Amministrò la politica interna del paese dal suo ritorno in Romania avvenuto nel 1930 circa e quella estera dal 1936, dopo la rimozione del ministro degli Esteri filo-alleato Nicolae Titulescu. Il suo tentativo di mantenere una posizione equilibrata tra le grandi potenze fallì

Dopo aver accettato a sorpresa le dimissioni di Brătianu e incaricato Iuliu Maniu, il capo dell'opposizione concluse le consultazioni in breve tempo ed entrò in carica il 10 novembre 1928: i primi provvedimenti adottati furono giudicati con favore dalla stampa e riguardarono l'abolizione della legge marziale e una limitazione del meccanismo della censura, una riforma relativa al corpo della gendarmeria romena e tentativi, solo parzialmente riusciti, di riformare la pubblica amministrazione e decentralizzarla. Alle elezioni di dicembre, Maniu ottenne la maggioranza assoluta: le spese effettuate subito dopo l'insediamento per la ristrutturazione del sistema ferroviario e stradale principale consentirono un ammodernamento dei trasporti.
La precedente politica liberale volta a favorire più l'industria che l'agricoltura lasciò il posto a misure opposte e alla promozione di incentivi per chi esportava all'estero: quest'ultima misura si rivelò un boomerang a seguito della Grande depressione. Per quanto riguarda alcune misure governative, Maniu finì per perseguire la volontà dei suoi predecessori, ovvero la decisione di sopprimere rigorosamente qualsiasi movimento di sinistra, sostituire uno dei reggenti con uno chiaramente favorevole al nuovo governo, mantenere il premio elettorale per il partito che raggiungeva il 40% dei voti, ecc.
Il ritorno a sorpresa nel paese del principe Carlo II il 6 giugno 1930 complicò la situazione: il premier all'inizio accettò con calore la sua ascesa al trono, sottolineando come questo fosse il sentimento con cui tutto il suo partito lo accoglieva in patria. Il pensiero di usarlo come avevano fatto i liberali con il padre dovette presto cedere il posto alla realtà, in quanto il sovrano si dimostrò indisponibile a farsi da parte o a fungere da "mero passacarte". Maniu optò allora per fare un passo indietro quattro mesi dopo il ritorno di Carlo. Nonostante le preferenze dei contadini nazionali per il loro vice presidente, Ion Mihalache, questi dovettero accettare la sostituzione di Maniu con una figura minore del partito, Gheorghe Mironescu, rimasto al potere precariamente fino all'aprile 1931, dopo aver ottenuto l'ultimo grande credito internazionale per la Romania ma dovendo in cambio applicare dure misure deflazionistiche, molto impopolari. Carlo diede allora il via alla sua campagna per screditare e sgretolare dall'interno i partiti tradizionali, in maniera tale da aprirsi la strada per l'instaurazione di una dittatura a tutti gli effetti. Durante il suo decennio sul trono, Carlo vide passare 25 governi con 18 primi ministri e 61 ministri, oltre a 9 capi di stato maggiore.
Dopo la parentesi di Mironescu, il re cercò di sostituire i partiti sostenuti dai governi con una figura a lui gradita e, pertanto, nominò presidente del governo il famoso storico Nicolae Iorga nell'aprile 1931. L'esperimento si rivelò un fallimento e Carlo II fu costretto a formare ulteriori esecutivi che ebbero una durata effimera e comportarono la crisi del pluralismo politico invero avvertitasi già altrove nel Vecchio Continente. Iorga partecipò a quelle che sono considerate dagli storici rumeni le elezioni più corrotte del periodo e, pur uscendone vincitori, non riuscì a trascinare il paese fuori dalla crisi per via dell'applicazione di misure inefficaci. Durante il suo mandato, la Guardia di Ferro, fondata come Legione dell'Arcangelo Michele (Legiunea Arhanghelului Mihail), ottenne i suoi primi seggi.
Il primo ministro che si alternò con Maniu alla guida degli ultimi gabinetti contadini nazionali, Alexandru Vaida-Voevod, si spinse in maniera graduata verso l'estrema destra, al tempo in crescita, e subito dopo uscì dal partito per formare una sua formazione politica (Fruente Rumano) di stampo radicale e xenofobo.

#### Gli esecutivi liberali di Carlo
Dopo aver assistito alla crisi dei contadini nazionali, Carlo procedette a fomentare il dissenso verso l'altro grande partito rumeno, il Nazional-Liberale (PNL). Il monarca nominò Ion Duca presidente del Consiglio dei ministri, un personaggio noto per la sua spigolosità: questi riuscì a truccare le elezioni in maniera tale da ottenere la maggioranza assoluta e si preoccupò di rallentare l'influenza della Guardia di Ferro, arrestando 18 000 dei suoi membri e autorizzando la gendarmeria a ferirne centinaia e assassinarne circa 30. Il 29 dicembre 1933, Duca fu assassinato da membri della Guardia, in seguito assolti da un tribunale militare.
| Coalizione                  | Percentuale |
| --------------------------- | ----------- |
| Blocco di governo           | 35,92%      |
| Partito Nazionale Contadino | 20,4%       |
| Guardia di Ferro            | 15,58%      |
| Partito Nazionale Cristiano | 9,15%       |
| Partito Magiaro             | 4,43%       |
| Partito Nazionale Liberale  | 3,89%       |
| Partito Contadino Radicale  | 2,25%       |

Duca fu dunque sostituito da un altro liberale non appartenente alla guida del PNL, Gheorghe Tătărescu, selezionato dal re per continuare a logorare il partito. In effetti così avvenne, in quanto si verificarono delle incomprensioni tra il nuovo presidente e la vecchia guardia vicina alle posizioni dei fratelli Brătianu, al tempo rappresentata da Gheorghe I. Brătianu e Dinu Brătianu. Tătărescu fu l'unico primo ministro a servire quattro anni in carica; egli mise in pratica una politica sempre più autoritaria di sottomissione al monarca e di incoraggiamento non ufficiale della Guardia di Ferro. Nel 1934 fu creata un'organizzazione giovanile a immagine di quella presente in realtà fasciste e nel 1936 avviò un programma di brigate di lavoro obbligatorio e un altro di riarmo.
Il suo lungo governo fu caratterizzato anche da un certo miglioramento economico, che però non toccò la grande massa dei contadini poveri. L'aumento della domanda di petrolio rumeno, gli ottimi raccolti nel 1936 e 1937 e la riforma finanziaria permisero un miglioramento del PIL nazionale a cui seguì una nuova campagna di industrializzazione, principalmente volta a incoraggiare l'industria pesante e quella delle armi. Il suo fallimento nel migliorare le condizioni dei ceti più umili spinse questi ultimi a cercare appiglio nelle formazioni politiche che si proponevano di tutelare i loro diritti, ovvero il partito dei contadini nazionali e i movimenti di destra, in particolare la Guardia di Ferro, la quale promise di fare tutto il possibile per mutare l'allora attuale condizione del settore primario.
Con un programma che assicurava ad ogni settore sociale quello che voleva sentire, la Guardia riscosse sostenitori sia nelle campagne che nelle città, specie tra la piccola classe operaia insoddisfatta dell'ininfluenza dei sindacati, la borghesia in crisi (studenti universitari disoccupati, militari, liberi professionisti) e funzionari pubblici (in particolare quelli sottopagati, licenziati di recente, ecc.). Da quando anche membri della maggioranza sembrarono interessarsi al programma dell'estrema destra, l'influenza della stessa cominciò a crescere in maniera significativa.
Nel dicembre 1937, di fronte alla necessità di tenere le elezioni per la fine della legislatura, Tătărescu cercò di formare una coalizione che gli avrebbe permesso di rimanere al potere. L'opposizione si mosse giungendo a un patto elettorale che permettesse a Maniu, alla Guardia e ai liberali di Gheorghe Brătianu di vincere le elezioni: Brătianu cercò di impedire a Tătărescu di truccare le elezioni per rimanere in carica. Il governo, pur ottenendo la maggioranza, non ottenne il 40% dei voti necessari per assicurarsi il premio dei seggi che avrebbe garantito la maggioranza assoluta, situazione senza precedenti che si verificò allora per la prima volta nel periodo tra le due guerre.

#### Il governo Goga e l'instaurazione della dittatura
Poiché sia la maggioranza che l'opposizione non sembravano sposare in toto la linea di Carlo II, il sovrano rifiutò a sorpresa di affidare loro il mandato e scelse di fare appello al partito di Octavian Goga, che aveva ottenuto solo il 9,15% dei voti. Questa formazione aveva sia il vantaggio di essere fedele al monarca sia di promuovere il nazionalismo di estrema destra in modo simile alla Guardia di Ferro. Ad ogni modo, l'esperimento si rivelò un fallimento: il nuovo esecutivo si lanciò in una feroce politica antisemita che mandò quasi in bancarotta l'economia nazionale di fronte al boicottaggio degli ebrei, offuscò seriamente l'immagine del paese all'estero e ricevette severe critiche da parte del Regno Unito, della Francia e dell'Unione Sovietica.
Dopo trentaquattro giorni alla guida del governo e prima dell'accordo elettorale tra Goga e Codreanu che faceva temere al re la possibilità di indirizzare la politica nazionale, Goga fu destituito e prese forma una vera e propria dittatura, nel cui gabinetto vennero nominati il patriarca ortodosso Miron Cristea, alcuni politici già presenti in esecutivi precedenti e numerosi ministri tecnici. In pochi giorni fu promulgata una nuova costituzione autoritaria che accrebbe i poteri del monarca, ridusse quelli del parlamento e abolì i diritti civili e il principio di separazione dei poteri. I partiti decaddero, sebbene continuarono clandestinamente ad operare.
Il nuovo governo si concentrò sulla conservazione del potere e sull'arginare la minaccia rappresentata dalla Guardia di Ferro, tutto con il tacito appoggio dei partiti tradizionali. Furono approvati numerosi provvedimenti contro la Legione e Codreanu, indeciso su quale strada percorrere, finì per piegarsi alle misure prese dal governo. A seguito della presentazione di accuse controverse, Codreanu finì in manette il 17 aprile 1938 insieme a numerosi altri esponenti al suo fianco. Processato due volte, Codreanu fu condannato in via definitiva a dieci anni di lavori forzati per alto tradimento. La crisi di Monaco alimentò il desiderio del re di porre definitivamente fine a Codreanu e alla sua organizzazione: al suo ritorno dalla Germania, dopo avere avvertito le minacce di Hitler durante il suo viaggio in Europa alla fine di novembre, Carlo decise di eliminare Codreanu e diede l'ordine prima ancora di raggiungere il paese. Il 30 novembre Codreanu fu assassinato insieme ad altri prigionieri, in un'esecuzione che fu presentata alla stampa come un tentativo di fuga fallito. Ne seguì una feroce ondata repressiva che fece riconciliare parte dei militanti con il potere, lasciando una formazione in crisi dopo la scomparsa del loro capo.
Nell'inverno 1938-1939 si verificarono scontri tra i resti disorganizzati della Guardia e le forze di sicurezza; dopo lo scoppio della seconda guerra mondiale, cui seguì la dichiarazione di neutralità della Romania, la Guardia riuscì ad assassinare il primo ministro e uomo forte del regime, Armand Călinescu, il 21 settembre 1939, accusandolo della morte di Codreanu. La risposta del re fu brutale, poiché ordinò l'esecuzione di 252 legionari, tutti facenti parte dei quadri di comando dell'organizzazione a piede libero o in prigione.
Sempre nel tentativo di stroncare la Guardia, si tentò di stabilire un sistema monopartitico con elementi fascisti che, sebbene non godesse di un grande sostegno popolare, portò alla costituzione di un nuovo soggetto politico, il Fronte rinascimentale nazionale (Frontul Renasterii Nationale o FRN), con un programma populista di destra e antisemita con cui ci si proponeva di arginare a malapena una situazione di grande corruzione associata ai circoli di potere, viziata sia da grandi proprietari terrieri che dai maggiori industriali.
La crisi e la caduta del regime non furono dovute a proteste interne o all'opposizione della Guardia, ma alla situazione internazionale, la quale fece fallire la politica estera del re costringendolo nell'estate del 1940 ad accettare le conseguenze che di lì a poco si sarebbero verificate. Il re cercò invano di fare affidamento a settembre su Ion Antonescu per traghettare la nazione: il generale riuscì a convincere Carlo ad abdicare e ad andare in esilio all'inizio del mese seguente, proprio in concomitanza con un fallito colpo di stato effettuato dalla Guardia e il rifiuto dei partiti tradizionali di formare un governo se il sovrano non avesse rinunciato al trono.

#### L'ascesa di Antonescu e la coalizione con la Guardia di Ferro
Mancando l'appoggio popolare ma non quello dell'esercito, Antonescu dovette formare un'instabile coalizione con la popolare Guardia di Ferro, di fronte ad un ulteriore rifiuto dei partiti tradizionali di confluire in un governo di unità nazionale. I colloqui per istituire il nuovo gabinetto iniziarono il 6 settembre, ma si conclusero solo il 14, a causa delle differenze sulla distribuzione dei portafogli tra le due parti. Il nuovo governo si affrettò però ad accettare il secondo arbitrato di Vienna che aveva posto fine al regime reale, al fine di provare a conquistare il favore italo-tedesco e vista la difficoltà di opporsi con le armi.
Ben presto sorsero disaccordi tra le fazioni presenti nell'esecutivo: mentre Antonescu era un militare a favore della legge e dell'ordine e di un rapido ma pacifico e costante rinnovamento del paese, la Guardia cercava la costituzione di uno stato totalitario e la repressione di tutti gli oppositori. Ben presto gli eccessi e gli abusi della nuova polizia legionaria e delle "commissioni di romanizzazione" mise a dura prova i rapporti tra la Legione e Antonescu.
La tensione aumentò esponenzialmente dopo gli omicidi in carcere di 64 ex leader politici e funzionari di vario grado per mano della Guardia. Di fronte alla decisione di trasferire la loro custodia all'esercito e trasferirli in un'altra prigione, i legionari decisero di giustiziare i prigionieri la notte del 26 novembre: tra coloro che persero la vita si annoveravano anche il vecchio primo ministro Nicolae Iorga e il segretario generale del PNŢ, Virgil Madgearu. Altri politici di spicco si salvarono solo grazie al rapido intervento dell'esercito. Due giorni dopo questi eventi, Antonescu approvò misure severe per porre fine ai disordini causati dai legionari.
Per tutto il mese dicembre e l'inizio di gennaio, il rapporto tra l'estrema destra e Antonescu continuò a deteriorarsi. Il 9 gennaio 1941, Antonescu chiese un colloquio con Hitler all'ambasciatore tedesco per discutere, tra le altre questioni, della situazione politica del paese e partì alla volta di Berlino il 14.

#### Soppressione della Guardia e dittatura militare
Antonescu voleva convincere Hitler dell'inaffidabilità del gruppo di legionari, tentando al contempo di dimostrarsi disponibile a collaborare nelle operazioni di guerra da eseguire in Grecia a sostegno dell'Italia. Hitler assicurò ad Antonescu che la Germania avrebbe dato la priorità alle relazioni con il generale piuttosto che con la Guardia, poiché vi era un unico uomo in grado di guidare il paese. Antonescu tornò in Romania rassicurato del sostegno tedesco e desideroso di sbarazzarsi della Guardia.
Il 18 gennaio 1941 il generale ordinò lo scioglimento delle commissioni di "rumenizzazione" e due giorni dopo sostituì il ministro dell'Interno, il capo della polizia nazionale e della sede centrale a Bucarest, diversi prefetti e quasi tutti membri della guardia. Una simile mossa scatenò grandi proteste e la richiesta di un governo esclusivamente guidato dai legionari. I dipendenti licenziati da Antonescu si barricarono nei loro uffici e gli insorti iniziarono ad occupare altri edifici governativi, oltre ad attaccare la popolazione ebraica. Le insurrezioni, i saccheggi, gli attacchi e gli omicidi proseguirono il 21 e 22 gennaio: l'atteggiamento lassista di Antonescu spinse taluni a chiedergli di arrendersi e lasciare il palazzo. Le truppe tedesche intimarono la resa agli insorti e il ministro degli Esteri tedesco Joachim von Ribbentrop consigliò ad Antonescu di mettere in atto il pugno di ferro per sedare la rivolta. Nel pomeriggio del 23, il generale ordinò all'esercito di disperdere la folla, cosa che avvenne in poche ore. Diversi esponenti delle guardie, tuttavia, riuscirono a fuggire, in parte grazie alla collaborazione degli agenti del partito nazista tedesco.
Dopo aver nuovamente fallito nella formazione di un gabinetto con i partiti tradizionali, Antonescu formò un governo militare il 27 gennaio 1941. Il 14 febbraio, lo Stato Nazionale Legionario istituito nel settembre 1940 fu ufficialmente abolito, mentre l'attività di eliminazione dei membri della Guardia e di quelli coinvolti nella ribellione di gennaio proseguiva.
Nel mese di febbraio fu vietata la creazione di qualsiasi tipo di associazione nel Paese e lo svolgimento di riunioni; a marzo Antonescu vinse un plebiscito che gli avrebbe permesso di governare senza alcuna opposizione. Sempre nello stesso mese, il generale promise al maresciallo Hermann Göring di aumentare la fornitura rumena di petrolio al Terzo Reich in cambio della fornitura di lavori di ammodernamento e di un aumento dei prezzi del greggio.

### Politica estera
A causa dei significativi guadagni territoriali e demografici avvenuti dopo la prima guerra mondiale, l'obiettivo principale e costante della politica estera dei vari esecutivi rumeni, democratici o meno, si concentrò sul mantenimento delle regioni appena integrate nel "rispetto dell'ordine territoriale esistente in Europa e la difesa dei confini del Paese". I tentativi di stringere delle alleanze con potenze straniere fallirono.
I distretti acquisiti nel dopoguerra furono oggetto, soprattutto alla vigilia della seconda guerra mondiale, di rivendicazioni territoriali da parte degli Stati che li avevano persi o dei loro successori: l'URSS non riconobbe l'annessione della Bessarabia come legittima, l'Ungheria dichiarò la volontà di riprendere possesso della Transilvania e la Bulgaria desiderava riconquistare la Dobrugia meridionale.

#### Alleanza con la Francia e il ruolo nella Società delle Nazioni

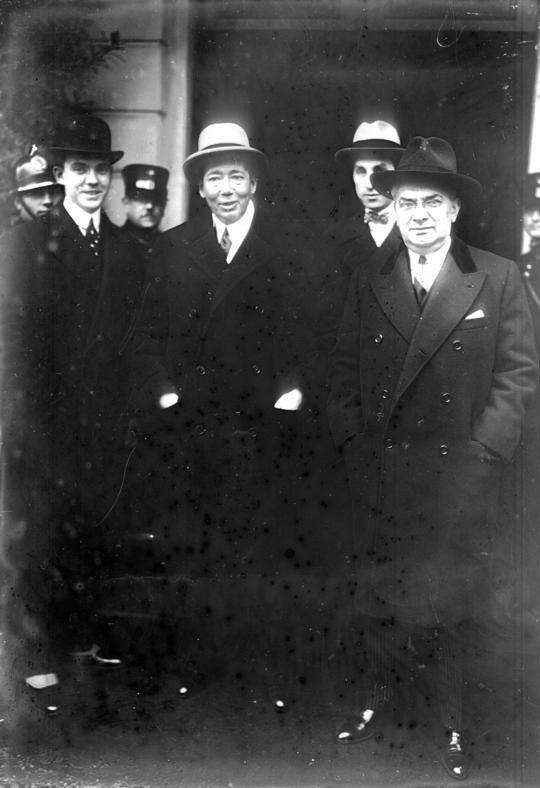
Nicolae Titulescu, l'uomo con un cappello chiaro in testa in primo piano, rappresentò la personificazione della politica rumena filo-francese tenuta fino alla metà degli anni '30

Durante gli anni '20 e la prima metà degli anni '30, i primi ministri rumeni ritenevano che il modo migliore per mantenere la situazione territoriale, a loro ovviamente favorevole, fosse da ricercare in un avvicinamento alla Francia (nel 1926 fu firmato un trattato di amicizia) e in un sostegno aperto alla comunità internazionale rappresentata dalla Società delle Nazioni.
Si preferì inoltre intrattenere con costanza relazioni diplomatiche con la Jugoslavia e la Cecoslovacchia, con la quale era stata originata la cosiddetta Piccola Intesa, e con la Polonia, impegnata nell'immediato dopoguerra nella guerra contro i sovietici, visti con ostilità da Bucarest. La funzione essenziale della Piccola Intesa risultava quella di prevenire ogni possibile attacco da parte dell'Ungheria, un paese da cui i tre paesi membri avevano ottenuto aree dopo la guerra mondiale. Fu firmato inoltre un patto di mutua assistenza con Varsavia in caso di aggressione sovietica.
Successivamente, nel 1934, prese forma una nuova alleanza regionale per contenere il pericolo costituito dalla bellicosa Bulgaria: si trattava della cosiddetta Intesa balcanica, firmata da Turchia, Grecia, Jugoslavia e Romania.
La politica estera favorevole alla Società delle Nazioni e la stretta alleanza con la Francia fu incarnata da Nicolae Titulescu, ministro degli affari Esteri nel 1927-1928 e 1932-1936, figura vista con ammirazione dai paesi occidentali. Titulescu ribadì l'intenzione di tenere viva la Piccola Intesa e giocò un ruolo significativo nella creazione dell'Intesa balcanica.
Nel 1936, tuttavia, la politica di Titulescu venne fortemente screditata, sia per via dell'incapacità della Società di risolvere i conflitti internazionali come l'invasione giapponese della Manciuria e quella italiana dell'Etiopia, sia dal silenzio assordante di Parigi sulle azioni eseguite dai regimi totalitari. Pure i tentativi di Titulescu di raggiungere un'intesa con l'URSS non furono ben accolti dall'opinione pubblica. Il 29 agosto 1936, decaduto il ministro, cominciò un sottile cambiamento nella politica estera del paese: questa rimase nelle mani del re, il quale decise di adottare una politica di informale neutralità tra le grandi potenze, favorendo un riavvicinamento con le potenze fasciste pur mantenendo alleanze con le democrazie occidentali e disprezzo per Mosca.

#### Avvicinamento all'Asse e politica di equilibrio
L'assassinio del capo della Guardia di Ferro Corneliu Codreanu subito dopo la visita di re Carlo a Hitler suscitò l'ira del governo tedesco, sia per la sua vicinanza ideologica all'organizzazione sia perché si poteva pensare ad una complicità di Berlino nell'omicidio. Il monarca decise di placare Hitler con una serie di concessioni, quali il permesso alla minoranza tedesca di aderire al partito unico, l'FRN, o l'ammissione della Germania al consiglio che regolava il traffico sul Danubio (2 marzo 1939), che permise l'accesso al Mar Nero al governo di Berlino. Inoltre il sovrano decise di effettuare delle concessioni economiche, già programmate dopo l'accordo di Monaco, che avrebbero dovuto favorire anche la crescita dell'economia rumena.

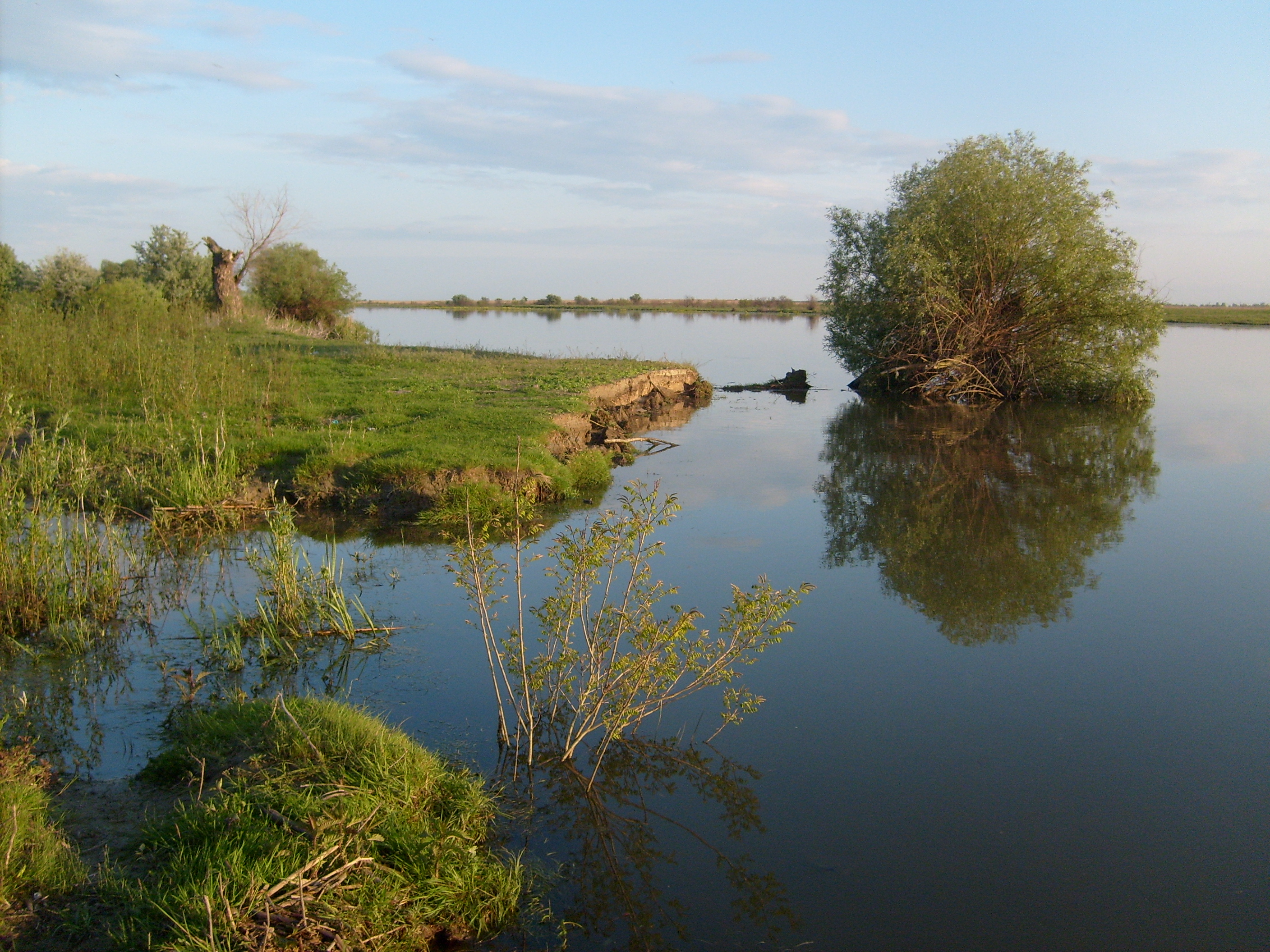
Il delta del Danubio, il cui accesso fu consentito alle navi teutoniche con numerose agevolazioni nel 1939

Quando scoppiò la seconda guerra mondiale con la campagna di Polonia il 1º settembre 1939, la Romania si trovò in una posizione scomoda, in virtù del suo legame con i polacchi e con i tedeschi. Dopo diversi giorni di dubbi, il 6 settembre Bucarest proclamò neutralità nel conflitto.
Nel corso dell'invasione della Polonia, i rumeni manifestarono un atteggiamento positivo nei confronti di Varsavia, accogliendo un gran numero di profughi e truppe, dando asilo al governo in esilio, consentendo il transito di armi e funzionari pubblici; inoltre, fu consentito a un gran numero di soldati internati di raggiungere la Francia, nonostante le proteste tedesche. A Berlino, tuttavia, furono assegnate delle forniture essenziali per la loro industria bellica. Dopo la firma del patto Molotov-Ribbentrop, la politica estera andò alla deriva, poiché la Piccola Intesa venne meno a seguito dell'occupazione della Polonia e perché gli alleati occidentali si interessarono sempre meno dei Balcani. Delle alleanze rumene solo il Patto balcanico rimase alla fine del 1939.
Il ministro degli Esteri Gafencu tentò a quel punto di formare una lega di paesi balcanici neutrali basati sull'Intesa per evitare che Bucarest continuasse la politica di totale isolamento. Allo stesso tempo, il re cercò di mediare tra la Germania e gli anglo-francesi per raggiungere una pace che consentisse l'unione di queste potenze contro l'Unione Sovietica, considerata dal monarca sempre più la maggiore minaccia per la Romania. Il tentativo fallì e il governo si concentrò quindi sul progetto alternativo della nascita di un blocco neutrale.
Nell'inverno del 1939, i servizi segreti rumeni iniziarono a collaborare con i tedeschi per garantire la protezione dei pozzi petroliferi e la navigazione lungo il Danubio, che gli Alleati cercavano di sabotare per privare Berlino di parte dei suoi rifornimenti. La cooperazione economica con il Reich e le misure contro i sabotatori diedero dei frutti nella primavera del 1940: il 6 marzo fu raggiunto un nuovo accordo commerciale sullo scambio di petrolio in cambio di armamenti. La sconfitta finlandese contro i sovietici nello stesso mese e la crescente paura dei Paesi baltici per le aggressive politiche di Mosca, spinse il governo rumeno a riavvicinarsi alla Germania per scongiurare uno scenario simile, sebbene non si strinse nessun accordo immediato.

#### Avvicinamento all'Asse e perdite territoriali

I territori della Grande Romania tra le due guerre: in giallo le aree perse che nell'estate del 1940 portarono alla soppressione della monarchia

Con la sconfitta del Belgio il 27 maggio 1940, il governo rumeno si affrettò a ingraziarsi la Germania, che sembrava chiaramente la vincitrice della guerra in occidente. Il 15 maggio il re aveva già comunicato all'ambasciatore tedesco: "Il futuro della Romania dipende esclusivamente dalla Germania". Lo stesso giorno della resa belga, fu rinnovato l'accordo commerciale stipulato nel marzo precedente grazie al quale la Germania iniziò a ricevere i due terzi del greggio rumeno, teoricamente ancora nelle mani di compagnie alleate. Si assistette frattanto pure al tentativo del re di riconciliarsi con la Guardia di ferro, da sempre riverente alla Germania.
I gesti di riavvicinamento dell'ultimo minuto furono mal accolti da Hitler, ma il governo rumeno decise comunque di rinunciare alla garanzia anglo-francese il 1º luglio e di proporre un'alleanza al Reich. Il sovrano rumeno richiese anche l'invio di una missione militare tedesca. Il nuovo esecutivo entrato in azione il 4 luglio e guidato da Ion Gigurtu, chiaramente favorevole all'Asse, promise dodici giorni dopo di raddoppiare la fornitura di petrolio al Reich ricevendo in cambio consiglieri militari teutonici, i quali avrebbero dovuto preparare l'esercito rumeno ad affrontare battaglie contro potenze straniere, verosimilmente su tutte l'URSS.

#### Lo Stato Nazionale Legionario
Il governo di coalizione tra il generale Antonescu e la Guardia iniziò con un riavvicinamento con la Germania, sia per la sua tradizionale inclinazione verso le potenze fasciste, sia per la necessità di conquistare il favore dell'unica grande potenza della regione che potesse opporsi all'Unione Sovietica. In tale modo, nonostante il suo nazionalismo, il nuovo governo fu pronto ad accettare le perdite territoriali derivanti dal secondo arbitrato di Vienna.
Dopo la cessione della Transilvania settentrionale all'Ungheria, seguirono dissapori tra ungheresi e rumeni nella regione e fu richiesto l'intervento di Italia e Germania per risolvere gli scontri, cosa che causò una diminuzione delle scaramucce tra i due paesi.
Il 10 ottobre 1940, l'avamposto della missione militare tedesca giunse in Romania, inizialmente richiesto da Carlo e successivamente da Antonescu, che produsse una brutta impressione tra gli Alleati e i loro sostenitori. Gli Stati Uniti bloccarono i conti rumeni, considerando il paese come occupato: Antonescu, tuttavia, percepì la missione tedesca come un'opportunità per riorganizzare e rafforzare l'esercito rumeno e una garanzia contro un eventuale attacco sovietico. Hitler, dal suo punto di vista, desiderava proteggere e controllare i giacimenti petroliferi rumeni da vicino, in quanto essenziali per il loro rifornimento.
Il 28 ottobre, in seguito ai successi delle campagne tedesche, Benito Mussolini invase la Grecia senza avvisare Hitler. L'offensiva si trasformò in un fallimento e costrinse Hitler a ordinare una nuova campagna per aiutare il suo alleato e impedire la realizzazione di basi britanniche nei Balcani. Questa serie di eventi riguardò pure la Romania, poiché l'unico modo per arrivare in Grecia, data la neutralità jugoslava, era attraverso il suo territorio. Il 23 novembre Antonescu sottoscrisse il patto tripartito a Berlino, dopo aver raggiunto un accordo economico con i tedeschi nel cui lungo testo si poteva riscontrare la richiesta romena di riottenere il controllo del suolo perduto dopo il secondo arbitrato.

#### La dittatura militare
Durante l'incontro di Antonescu con Hitler a metà gennaio 1941, durante il quale ottenne il tacito appoggio del dittatore tedesco per sbarazzarsi della Guardia, questi decise di condividere con lui il suo piano per l'operazione Marita, approvato il 13 dicembre 1940. Antonescu si mostrò disposto a consentire il temporaneo soggiorno della Wehrmacht sul territorio rumeno per colpire la Grecia e offrì, se fosse stato necessaria, la partecipazione delle forze armate locali.
     Territorio assegnato ala Romania
     Territorio assegnato alla Jugoslavia
     Territorio assegnato all'Ungheria

Spartizione del Banato tra Ungheria, Romania e Jugoslavia dopo la Grande Guerra. La parte jugoslava fu promessa all'Ungheria dalla Germania per la sua partecipazione all'attacco alla Jugoslavia ma, data l'ostilità rumena, rimase sotto l'amministrazione tedesca:
Territorio assegnato ala Romania
Territorio assegnato alla Jugoslavia
Territorio assegnato all'Ungheria

Quando la Guardia fu soppressa, l'11 febbraio 1941, l'ambasciatore britannico informò Antonescu che la Gran Bretagna stava interrompendo le relazioni con la Romania per via del suo avvicinamento a Berlino. Antonescu si giustificò sostenendo che alle truppe tedesche fosse stato consentito l'accesso per paura di subire un assalto sovietico.
Il piano di attacco alla Grecia continuò all'inizio della primavera: la Bulgaria firmò un patto di non aggressione con la Turchia a metà febbraio e il patto tripartito il 1º marzo 1941. Il giorno seguente, le unità tedesche situate in Romania superarono la frontiera con la Bulgaria. Conseguentemente, il 5 marzo la Gran Bretagna ruppe le relazioni con il governo bulgaro.
Nel frattempo, il reggente jugoslavo Paolo Karađorđević incontrò il Führer a Berghof per discutere dell'adesione del suo paese al patto tripartito. La Romania consigliò al governo jugoslavo di firmare il patto, ma quest'ultimo, temendo che l'opinione pubblica fosse contraria all'Asse, rifiutò la proposta. La costante pressione tedesca, tuttavia, fece sì che il governo di Belgrado alla fine cedesse e firmasse il Patto il 25 marzo 1941. Un colpo di stato quasi incruento avvenuto due giorni dopo a Belgrado vide imporsi un nuovo esecutivo teoricamente favorevole agli alleati, cosa che fece infuriare Hitler, il quale ordinò di invadere lo Stato nonostante le successive dichiarazioni da parte degli jugoslavi di voler rispettare l'accordo firmato di recente. La Romania si rifiutò di partecipare all'invasione della Jugoslavia, dichiarandosi però disposta ad occupare la parte jugoslava del Banato se le truppe ungheresi fossero entrate nel territorio. Di fronte alla personalità aggressiva di Antonescu, i nazisti decisero di mantenere il territorio sotto l'occupazione tedesca, invece di consegnarlo all'Ungheria come pianificato. Il 5 aprile, il rappresentante teutonico a Bucarest informò privatamente Antonescu dell'intenzione tedesca di scatenare l'attacco in contemporanea in Grecia e in Jugoslavia il giorno successivo.
Nonostante le sue precedenti dichiarazioni, il 23 aprile Antonescu consegnò all'ambasciatore tedesco la richiesta rumena in relazione all'annessione dell'ex Banato jugoslavo. Si rivendicò altresì l'autonomia per la minoranza aromuna in Macedonia e la cessione della Dobrugia meridionale. Le richieste rumene non ricevettero risposta.

#### Entrata nella guerra mondiale
Antonescu perseguì il suo obiettivo di recuperare i territori ceduti all'Unione Sovietica nel giugno 1940, aspettando il momento in cui sarebbe scoppiato lo scontro tra il Reich e l'URSS. Il militare pensava che il solo allinearsi al regime nazista avrebbe potuto spingere la Romania a recuperare le province perdute. Dopo la cessione dei territori all'URSS nell'estate del 1940, si verificarono degli scontri lungo la demarcazione tra i due paesi; i sovietici mantennero la pressione sul governo rumeno e occuparono alcune isole lungo il Danubio, per cercare di assicurarsi il controllo del delta.
Nella primavera del 1941, il comandante della missione militare tedesca in Romania confermò in via confidenziale ad Antonescu che si stava limando un piano di attacco contro l'URSS. All'incontro del 12 giugno tra Antonescu e Hitler a Monaco di Baviera, quest'ultimo espresse la sua decisione di "proseguire con fermezza sulla strada che avrebbe portato alla vittoria dell'Asse nel conflitto in corso e al riconoscimento dei diritti della Romania". Hitler raccontò del deterioramento delle relazioni del suo paese con i sovietici e paventò la probabilità dello scoppio di un conflitto in qualsiasi momento: pur non chiedendo esplicitamente il sostegno rumeno, il Führer se lo aspettava.  Antonescu sostenne che, nell'interesse nazionale, "la Romania dovrebbe partecipare al combattimento sin dal primo giorno".
Il 18 giugno Hitler scrisse una lettera ad Antonescu rivelando le sue intenzioni di attaccare a breve l'Unione Sovietica e comunicando il dispiegamento di truppe sul territorio rumeno per l'attacco. Il 21 giugno, l'ambasciatore tedesco si recò al ministero degli Esteri sovietico per consegnare il messaggio che equivaleva a una dichiarazione di guerra e l'invasione iniziò il giorno successivo. Il fronte rumeno consisteva in tre corpi d'armata misti tedesco-rumeni, di cui uno in teoria Antonescu ne guidava uno, composto da due armate rumene e uno tedesco. Entro il 25 luglio, le vecchie province cedute ai sovietici erano state recuperate, sebbene si stimasse un gran numero di morti civili, soprattutto ebrei, oltre che massacri come quello di Iași. Nonostante le sue precedenti dichiarazioni, Antonescu decise, una volta recuperati i territori perduti, di continuare a combattere al fianco dei nazisti oltre il Dnestr.

## Economia e società

### Religioni
██ Ortodossi (72,6%)
██ Greco-latini (7,9%)
██ Cattolici (6,8%)
██ Calvinisti (3,9%)
██ Luterani (2,2%)
██ Unitariani (0,4%)
██ Ebraici (4,2%)
██ Musulmani (1%)
██ Altri (0,6%)
Il nuovo paese vantava una grande varietà di religioni tra i suoi cittadini, che erano solite corrispondere alla comunità di appartenenza. Pertanto, i rumeni erano principalmente ortodossi o, in misura minore e soprattutto in Transilvania, uniati. Anche russi, ucraini, bulgari e serbi seguivano il credo ortodosso, mentre gli ungheresi erano cattolici, calvinisti o unitariani. I turchi e i tartari erano musulmani, mentre gli slavi occidentali come i cechi, gli slovacchi, i croati e gli sloveni erano cattolici. I tedeschi risultavano o di fede cattolica (svevi) o luterani (se sassoni). Alcuni ebrei dichiaravano di essere rumeni o ungheresi al fine dell'ottenimento della nazionalità. I gagauzi, di cultura turca, erano cristiani ortodossi.

### Minoranze e discriminazione
██ Rumeni (71,9%)
██ Ungheresi (7,9%)
██ Tedeschi (4,1%)
██ Russi (2,3%)
██ Cecoslovacchi (0,3%)
██ Ebrei (4%)
██ Turchi e tartari (1%)
██ Gitani (1,5%)
██ Gagauzi (0,6%)
██ Altri (0,9%)
██ Ucraini (3,2%)
██ Jugoslavi (0,3%)
██ Bulgari (2%)
Il paese contava nel periodo interbellico una popolazione di etnia rumena per il 70%, con minoranze numerose ma diversificate e un tasso di crescita favorevole ai rumeni. Le minoranze erano considerate straniere, nonostante in alcuni casi si fosse di fronte ad immigrati di seconda o terza generazione.
In Transilvania, una regione come quasi tutti i nuovi territori del regno piena di numerose gruppi minoritari, fu condotta una politica di rovesciamento del precedente processo di "magiarizzazione", favorendo un aumento dell'afflusso dei tedeschi: quella ebraica risultò la comunità che più di ogni altra preferì conservare le sue usanze. Gli storici giudicano la politica adottata nel periodo interbellici discriminatoria nei confronti dei membri delle minoranze.
Politicamente, la minoranza più temuta dai circoli di potere a Bucarest era quella ungherese, tradizionalmente a capo della Transilvania, mentre la comunità ebraica era malvista per via della sua forte influenza nell'economia nazionale. Gli ebrei erano giunti in gran numero durante il XIX secolo dalla Galizia e si erano stabiliti come fittavoli dei grandi proprietari terrieri assenti, come usurai e come piccoli artigiani. Dopo l'indipendenza, la classe media rumena si concentrò sull'affermarsi a livello politico e amministrativo e le libere professioni, lasciando gran parte delle attività commerciali nelle mani della minoranza ebraica. In epoca interbellica, quest'ultima gestiva la maggior parte del capitale in numerosi settori economici (esportazione, trasporti, tessile, chimica, stampa, ecc.), nonostante le restrizioni che limitavano il loro accesso all'istruzione superiore. I rumeni gestivano una grande fetta delle società commerciali in Valacchia, mentre nel resto dei distretti la maggioranza era nelle mani della minoranza ebraica (il 56% di quelle in Moldavia, il 63% di quelle in Bessarabia e il 77% della Bucovina). Gli ebrei tendevano a concentrarsi nelle città, tanto che la quota di abitanti presenti nelle stesse superava quella del totale (4% della popolazione totale, ma 14% della popolazione urbana in città come Černivci o Chișinău). Integratisi ben poco e malvisti per via del loro potere economico, i semiti furono vittime della xenofobia relativamente diffusa nel paese e aumentata dalla fine degli anni Venti.
Il resto delle minoranze non subì una discriminazione così acuta, ma la malagestione degli esecutivi sì, soprattutto in Bessarabia, la provincia più arretrata e, allo stesso tempo, quella amministrata peggio.

### Attività economiche e popolazione
██ Agricoltura (72,3%)
██ Industria (8,6%)
██ Liberi professionisti (6,4%)
██ Dipendenti pubblici (4,8%)
██ Attività commerciali e banca (4,2%)
██ Trasporti e comunicazioni (2,8%)
██ Settore minerario (0,9%)
La popolazione era dedita prevalentemente all'agricoltura (oltre il 70%) e quasi l'80% risiedeva in centri abitati con meno di 10 000 abitanti. La produttività agricola era bassa (48% della media europea) e il tasso di analfabetismo alto (42,9% tra coloro che avevano più di 7 anni); nonostante la mortalità infantile risultasse la più alta nel continente, in Romania si riscontrava anche il più elevato tasso di natalità, tanto che la popolazione cresceva a un tasso dell'1,4% all'anno. Il 46,4% degli abitanti aveva meno di vent'anni.

### Situazione economica nel dopoguerra

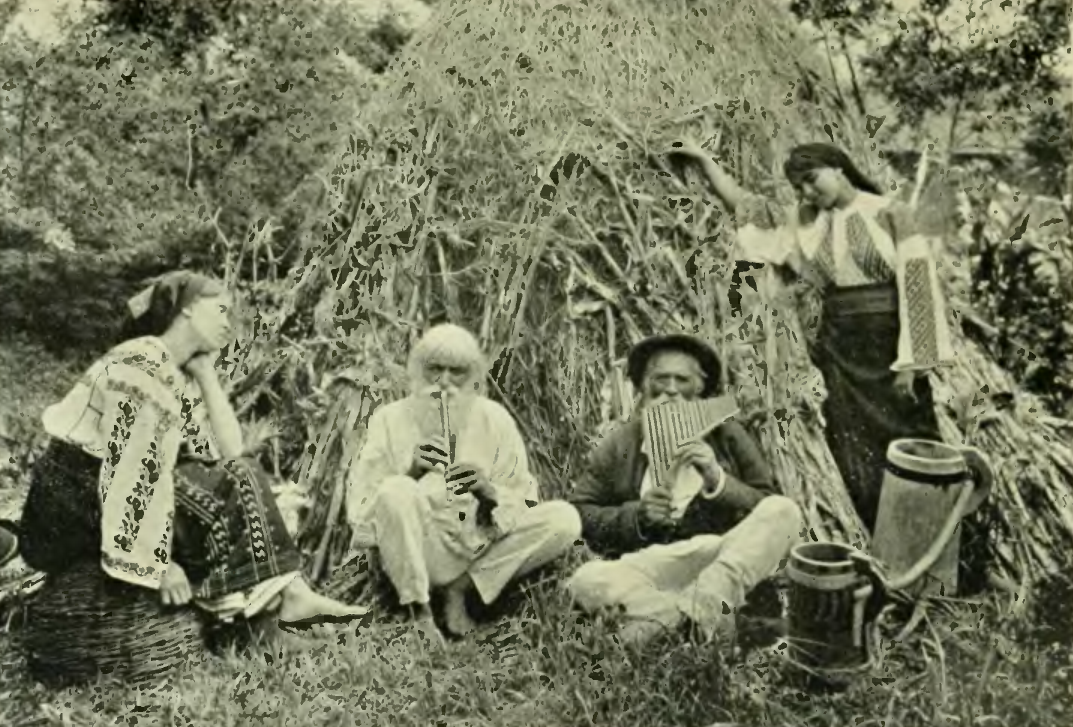
Contadini rumeni all'inizio del XX secolo. La maggior parte della popolazione tra le due guerre lavorava la terra in condizioni difficili, nonostante la riforma agraria del dopoguerra

Fino al suo ingresso nella prima guerra mondiale dalla parte della Triplice intesa, la Romania fu in segreto alleata dell'Impero tedesco e dell'Austria-Ungheria attraverso la Triplice Alleanza, alla quale aderiva per avere il sostegno di queste potenze contro possibili incursioni russe nei Balcani. I due imperi erano stati fino ad allora i suoi principali partner commerciali e i suoi investitori più importanti.
Alla fine del conflitto, gli Imperi Centrali dovettero cedere ai vincitori le loro posizioni nell'economia rumena, sostituendosi dunque come principali nazioni che esportavano il greggio rumeno. La Francia, oltre ad essere il principale alleato, divenne il primo finanziatore della Romania e uno dei principali investitori, così come la Gran Bretagna e gli USA.
Negli anni '20 i rapporti con la Germania, in precedenza assai intensi, caddero ai minimi storici, limitandosi a pretendere dalla Germania i debiti stipulati nei trattati di pace.

### Condizione sociale
Le condizioni di vita del contadino rumeno medio risultavano, in generale, molto dure. Alla fine del XIX secolo, la concorrenza dei cereali nordamericani e russi fece precipitare il prezzo della produzione rumena, spingendo i proprietari terrieri a raddoppiare le ore di lavoro degli agricoltori. Si promulgò inoltre già nel 1893 una legge che rendeva difficile l'emigrazione in altre città o in America. I piccoli proprietari terrieri furono spesso costretti a vendere i loro possedimenti, evento che li spingeva a chiedere di lavorare per grandi imprenditori: si intuisce come una simile impostazione generasse un circolo vizioso da cui era difficile uscire. La facciata bucolica della campagna rumena nascondeva una situazione di miseria, con vaste aree colpite da malattie endemiche, da problemi di alcolismo, da denutrizione o comunque di cattiva alimentazione o ancora da assenza di infrastrutture sanitarie e di trasporto.
Delle sommosse popolari si erano già verificate nel 1888 e, soprattutto, la grande rivolta contadina del 1907, che segnò una pietra miliare nel paese, rendendo tangibile il grande malcontento della maggioranza della popolazione per le pessime condizioni di vita. La classe media e alta del paese ricorderà con orrore i momenti della ribellione, nonostante questa fosse stata sedata ricorrendo alla forza: l'esercito impiegò infatti l'artiglieria pesante contro i civili e causò quasi 11 000 morti.
A seguito della sanguinosa rivolta, lo stato maggiore si rese conto della gravità del problema e cominciarono dibattiti su come ovviarvi. Nel 1913, quando il PNL tornò al potere, fu presentato un disegno di legge per la riforma agraria, ma che non fu approvato a causa dello scoppio della prima guerra mondiale l'anno successivo.

### Riforma agraria e tentativi di sviluppo
Nel mezzo del conflitto mondiale e dopo la rivoluzione di febbraio in Russia che accelerò la disintegrazione dell'esercito imperiale, in quel momento posto a difesa di gran parte del fronte rumeno, la paura delle rivolte popolari e il desiderio di rafforzare il morale delle truppe di estrazione contadina spinse il re a promettere l'emanazione di una riforma agraria nell'aprile 1917.
Ci vollero più di quattro anni per giungere a una versione definitiva del testo e furono necessari tre successivi decreti attuativi per favorirne l'applicazione. Nonostante il ritardo, la riforma fu sostanziale e di gran lunga la più ampia d'Europa se si esclude quella eseguita dal governo rivoluzionario russo. In Transilvania, la tradizionale classe dei proprietari terrieri, di nazionalità magiara, vide i propri possedimenti venire espropriati in favore della minoranza rumena. Anche in Bessarabia si attuò presto la riforma agraria non appena dopo che questa finì sotto il controllo di Bucarest: in tale regione, si procedette ad applicare le disposizioni in fretta per legittimare ma anche limitare le occupazioni contadine, mentre in Transilvania ci si proponeva di tracciare un modello per la legislazione dell'Europa centrale.
Ion Mihalache, leader del Partito Contadino e ministro dell'Agricoltura tra il dicembre 1919 e il marzo 1920, redasse la legge di riforma per i territori dell'antico regno. Il suo governo cadde prima che potesse essere attuata, in parte anche a causa di dissapori sul contenuto del testo di legge: quest'ultima divenne finalmente vigente solo nel 1921.
Nel 1927 le proprietà vaste oltre 100 ettari erano arrivate ad occupare il 10,43% del suolo nazionale, mentre prima della riforma ammontavano al 40,23%. Si trattò della più vasta riforma agraria di tutta Europa, dopo quella sovietica. Economicamente, tuttavia, fu un fallimento: poiché il suo obiettivo era stato politico (ovvero evitare tendenze rivoluzionarie tra i contadini), le disposizioni non vennero seguire da misure efficaci che potessero effettivamente favorire il miglioramento delle condizioni dei contadini. La bassa produttività e l'ampia suddivisione immobiliare permasero nonostante la rapida crescita della popolazione e la disoccupazione generale. Ancora nel 1941 la percentuale di aziende agricole al di sotto della soglia di utili considerata minima era del 58,4%.
Nell'immediato dopoguerra, che in Romania durò fino all'estate del 1919 a causa del conflitto con la Repubblica Sovietica Ungherese, la priorità dei politici non riguardò il miglioramento dell'agricoltura, ma l'unificazione economica del Paese. Il processo non fu completato durante il periodo tra le due guerre, nonostante le numerose misure ad esso mirate emesse da Bucarest. Nel 1920, sotto il governo di Averescu, si proseguì l'opera di centralizzazione amministrativa: nello stesso anno la moneta fu unificata, introducendo l'uso del leu su tutto il territorio nazionale. All'inizio del 1923, con il ritorno al potere dei liberali, anche i regimi fiscali andarono incontro a un processo di conformazione. In seguito, le banche del vecchio regno aprirono ulteriori sedi nelle nuove province e alcune industrie site in loco furono nazionalizzate, un processo questo che le minoranze criticarono ritenendolo discriminatorio; l'opposizione accusò inoltre i liberali di cercare di controllare a proprio vantaggio l'economia dei nuovi distretti.
La maggior parte del periodo postbellico fino al 1928 vide l'affermazione di governi liberali o affini. Il dirigismo economico dello Stato divenne palpabile con il passare del tempo, come emerge dall'introduzione di importanti monopoli e sussidi, con tariffe protezionistiche elevate, tasse elevate sulle esportazioni agricole, e lo screditare l'investimento di capitali stranieri nel paese per via del timore di rendere possibile un imperialismo straniero. L'uso dello Stato come motore di sviluppo era dovuto principalmente all'assenza di un'abbondante borghesia nel paese, una situazione che era accaduta a seguito dell'indipendenza della nazione. L'ingerenza nel mondo industriale da parte dello Stato, tuttavia, coincise con il verificarsi di gravi episodi di corruzione e alla concentrazione del potere in una piccola oligarchia. Anche la necessità di fare affidamento sullo Stato per promuovere gli affari e la bassa remunerazione del numero crescente di dipendenti pubblici alimentarono gli abusi.
Il tentativo autarchico di industrializzazione spostò l'agricoltura in secondo piano, comportamento necessario per ottenere investimenti esteri. Le politiche dei liberali accentuarono le difficoltà nelle aree rurali: la mancanza di un credito adeguato, l'introduzione di dazi all'importazione sugli articoli industriali per le campagne e le enormi tasse sulle esportazioni di prodotti agricoli danneggiarono i contadini.

### La Grande depressione
| Anno | Pr. agricoli | Pr. industriali |
| ---- | ------------ | --------------- |
| 1930 | 68,2         | 98              |
| 1931 | 50,8         | 86,6            |
| 1932 | 47,7         | 80,9            |
| 1933 | 44,9         | 81,1            |
| 1934 | 44,1         | 82,6            |
| 1935 | 48,4         | 90,2            |
| 1936 | 54           | 95,4            |
| 1937 | 64,6         | 101,8           |
| 1938 | 67,1         | 99,2            |
| 1939 | 72,7         | 112,5           |
| 1940 | 80,8         | 159,4           |

La riforma agraria rivelò la sua inefficacia e il suo chiaro carattere politico con l'arrivo della crisi del 1929. Le aspettative di miglioramento economico e progresso sociale tanto biasimate dagli esponenti del governo si dissolsero in una nube di fumo all'inizio degli anni 1930. Dopo aver assegnato appezzamenti di terra ai contadini dopo la guerra mondiale, i governi successivi trascurarono una simile politica: anche per questo, durante il lungo periodo di attività degli esecutivi liberali nel decennio postbellico il prezzo dei prodotti agricoli rimase basso, al fine di garantire l'approvvigionamento delle città e di preferire il processo di industrializzazione del paese. La tassazione straordinaria di alcuni prodotti industriali finì poi per divenire un'ulteriore fonte di reddito per lo Stato. Un agricoltore rumeno cedeva il 40% del valore della sua produzione al paese pagando le varie tasse: la scarsa rete di trasporti non favoriva la vendita dei suoi prodotti molto lontano dalla sua zona di produzione. I piccoli produttori, i quali navigavano in cattive acque, presto si trovarono profondamente indebitati per far fronte alle tasse, oltre che incapaci di investire nel miglioramento delle proprie aziende e soggetti ad interessi di usura, vista la mancanza di un'efficiente politica del credito.
Il crollo del credito nell'estate del 1931 e l'enorme calo delle esportazioni agricole privarono definitivamente il settore primario del credito e ridussero drasticamente i prezzi delle produzioni. Dopo la cessazione della politica sfavorevole sulle esportazioni con la fine dei governi liberali nel 1928, l'arrivo della crisi mondiale li ridusse ancora di più, nonostante il sostegno dei nuovi governi nazionali-contadini.
Tra il 1932 e il 1934 tre diversi governi dovettero varare altrettante riforme per ridurre gli enormi e crescenti debiti dei contadini e alleviare la pressione dei pagamenti. Le misure, tuttavia, non servivano a ripristinare un livello di credito sufficiente e neppure nel 1939 venne istituito un sistema di credito efficace. Il fatto che molti degli usurai privati attrezzatisi per sostituire l'inesistente credito ufficiale fossero ebrei alimentò l'antisemitismo tra i contadini in difficoltà.

### Industrializzazione e riarmo
Con l'insediamento della dittatura e l'aggravarsi della situazione internazionale nel 1938, fu dato un nuovo impulso all'industrializzazione del Paese, soprattutto con l'obiettivo di riarmarlo di fronte a possibili minacce. Il processo fu accompagnato da costanti casi di corruzione, localizzati peraltro nei circoli di potere vicini a re Carlo. Le importanti industrie di Malaxa, di proprietà dell'omonimo imprenditore vicino al monarca, ottennero profitti compresi tra il 300 e il 1000%: il 98% della produzione, soprattutto armamenti, vennero venduti allo Stato.
Il processo di industrializzazione, tuttavia, fallì in ogni ambito: non si riuscì a ridurre il peso del settore primario sull'economia nazionale, non si rafforzò in modo significativo il mercato nazionale,  non si riuscì a trasformare la Romania in una nazione improntata all'industria e infine non si riuscirono a produrre gli armamenti necessari per evitare successive perdite territoriali.

### Relazioni commerciali con l'estero

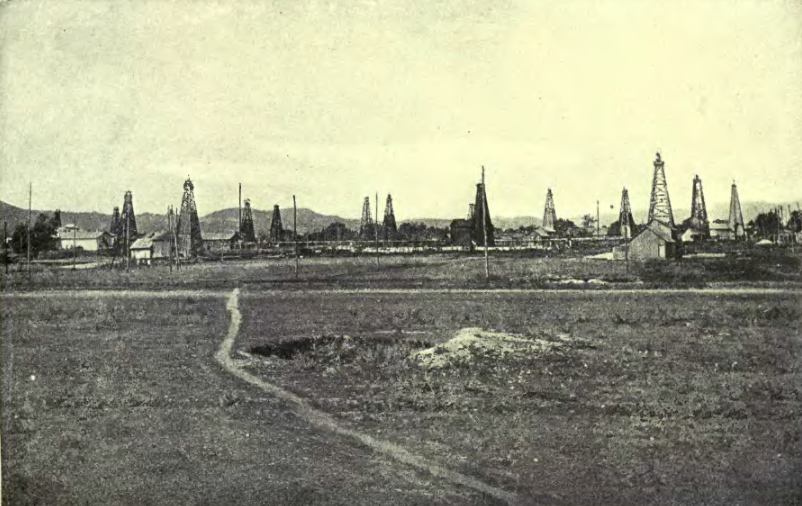
I giacimenti petroliferi rumeni a Câmpina, visti con sempre maggiore interesse corsa al riarmo della seconda metà degli anni 1930. La Romania risultò il principale fornitore di petrolio della Germania assieme all'URSS

All'inizio degli anni '20, con i successivi governi del PNL e dei suoi alleati, si perseguì la politica del nazionalismo economico, con cui si disapprovavano gli investimenti stranieri. L'atteggiamento cambiò quando il Partito Nazionale Contadino salì al potere alla fine del decennio e il paese precipitò nella crisi globale.
Nel 1930 fu siglato un accordo commerciale con la Germania e l'anno successivo uno preferenziale, ma la politica di autarchia berlinese che durò fino al 1934 ostacolò il commercio tedesco-rumeno. Quell'anno, il ministro dell'economia Hjalmar Schacht progettò il nuovo piano che promuoveva un sistema di baratto attraverso conti compensativi con paesi meno industrializzati che avrebbero potuto fornire materie prime utili per il Reich, compresa la Romania. Il commercio con i teutonici vedeva diversi sostenitori rumeni perché garantiva un mercato a prezzi superiori rispetto a quelli internazionali in svariati settori in un momento di crisi globale e consentiva alla Romania di acquistare beni industriali che non poteva permettersi di pagare sul mercato libero. In tal modo, i negoziati del 1934 portarono alla firma di un'ulteriore intesa commerciale nel marzo 1935. Con esso, la Germania accettò di importare trenta milioni di marchi di prodotti agricoli rumeni e altri sette di materie prime varie, che aumentarono la dipendenza economica dal Reich.
Nel 1936 fallirono i tentativi di raggiungere un accordo economico con la Francia, a causa dell'incapacità di quest'ultima di assorbire le esportazioni agricole rumene e di fornire armi al governo transilvano, il quale l'anno precedente aveva avviato un programma di riarmo. I paesi limitrofi, la maggior parte dei quali improntati all'agricoltura, non sembravano lasciare intravedere settori di mercato occupabili da prodotti rumeni (nel 1936 solo il 21% del commercio di Bucarest coinvolgeva i suoi vicini). La Romania richiese sempre più armi dalla Germania in cambio delle sue esportazioni, data l'impossibilità di ottenere rifornimenti dai vecchi alleati.
Il commercio con Berlino, che prima della guerra mondiale era stato il principale partner commerciale, aveva portato avanti scambi più intensi di quelli intrapresi in passato con Gran Bretagna e Francia insieme. Nel 1937 la Germania assorbì il 19% delle esportazioni rumene e fornì il 29% delle sue importazioni. L'intenzione del governo tedesco era duplice: sciogliere l'alleanza della Piccola Intesa appoggiata dalla Francia e, allo stesso tempo, procurarsi rifornimenti per la guerra imminente. In effetti, il commercio tedesco con la Romania crebbe in maniera esponenziale proprio in concomitanza con il piano quadriennale con cui si preparava il paese alla guerra. Nel dicembre 1937 vide la luce un nuovo accordo commerciale che aumentò di un terzo il precedente livello di transazioni tra i due paesi.
L'intesa del 23 marzo 1939 fu conclusa con l'obiettivo rumeno di concedere alla Germania ancora una volta il ruolo guida di cui aveva goduto fino alla prima guerra mondiale. Sulla base del testo, si prevedeva di ampliare gli scambi legati alla silvicoltura e allo sfruttamento minerario, oltre che la fornitura di attrezzature legate alle armi e ai mezzi aerei. La Germania promise inoltre di consegnare le armi che Bucarest aveva ordinato alla Cecoslovacchia, recentemente smembrata. L'accordo, tuttavia, non implicava un controllo totale dell'economia rumena da parte della Germania, poiché poco dopo furono firmati altri accordi commerciali tra Romania e Francia e Regno Unito, sebbene aumentasse la sua influenza economica.
Nel 1940 circa un terzo del fabbisogno petrolifero tedesco doveva essere coperto dalla Romania. Il 6 marzo 1940, la Germania e la Romania accettarono un nuovo trattato commerciale, con il quale la prima avrebbe consegnato alla seconda parte delle armi requisite nella campagna di Polonia in cambio di una maggiore fornitura di petrolio. L'intesa fece naufragare i tentativi anglo-francesi di ostacolare l'approvvigionamento del Reich aumentando il prezzo del petrolio greggio, poiché la Germania aveva difficoltà a pagare in valuta estera. Il patto fu finalmente sottoscritto il giorno in cui il Belgio si arrese (27 maggio 1940), vedendo il re Carlo II sempre più vicina la vittoria tedesca e desiderando ingraziarsi il governo di Berlino.
Già durante il regime di Antonescu, durante la sottoscrizione del patto tripartito, fu raggiunto un ennesimo accordo economico con la Germania, ultimato meno di due settimane dopo a Berlino all'inizio di dicembre 1940. I termini favorivano l'esercito nazista offrendo in cambio credito a lungo termine a basso interesse, macchine agricole, fertilizzanti e consulenza agricola e industriale teutonica. Essendo quasi scomparsa la Guardia e con Antonescu a capo di un nuovo governo militare, un aumento della fornitura di petrolio alla Germania seguì all'inizio di marzo 1941, poiché si paventava l'ipotesi che l'URSS non fornisse più scisto bituminoso a Hitler. Antonescu si dichiarò favorevole a patto che il Reich pagasse maggiormente le quantità vendute.

## Suddivisioni amministrative
Nella Grande Romania esistono tre periodi distinti dal punto di vista della suddivisione amministrativa.

### Periodo 1918-1925

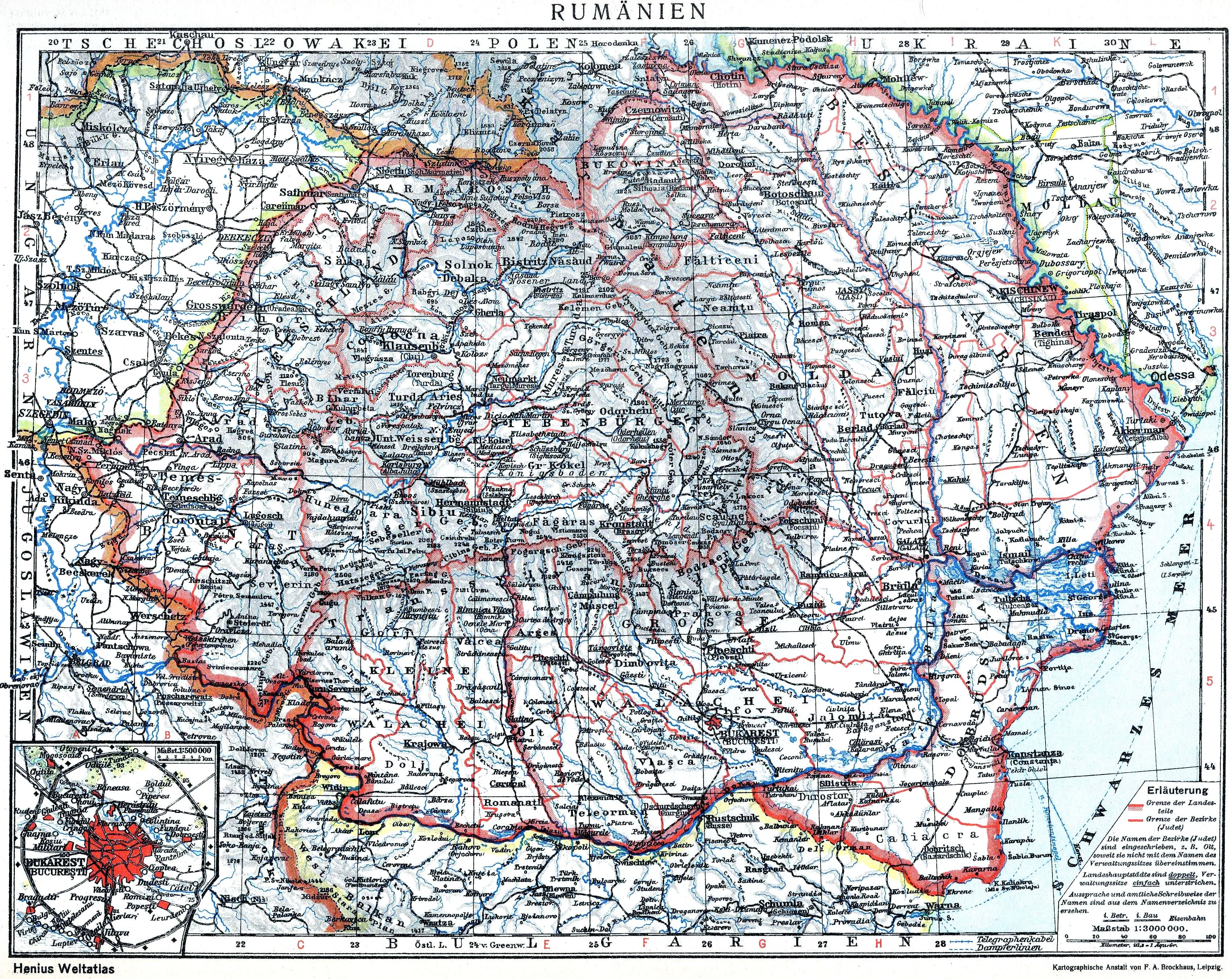
Distretti del Regno di Romania nel 1925

In quegli anni si è tenuta la struttura amministrativa dei vecchi principati. Con la legge del 14 giugno 1925, in vigore dall'inizio dell'anno successivo, sono stati introdotti nuovi distretti.

### Periodo 1925-1938

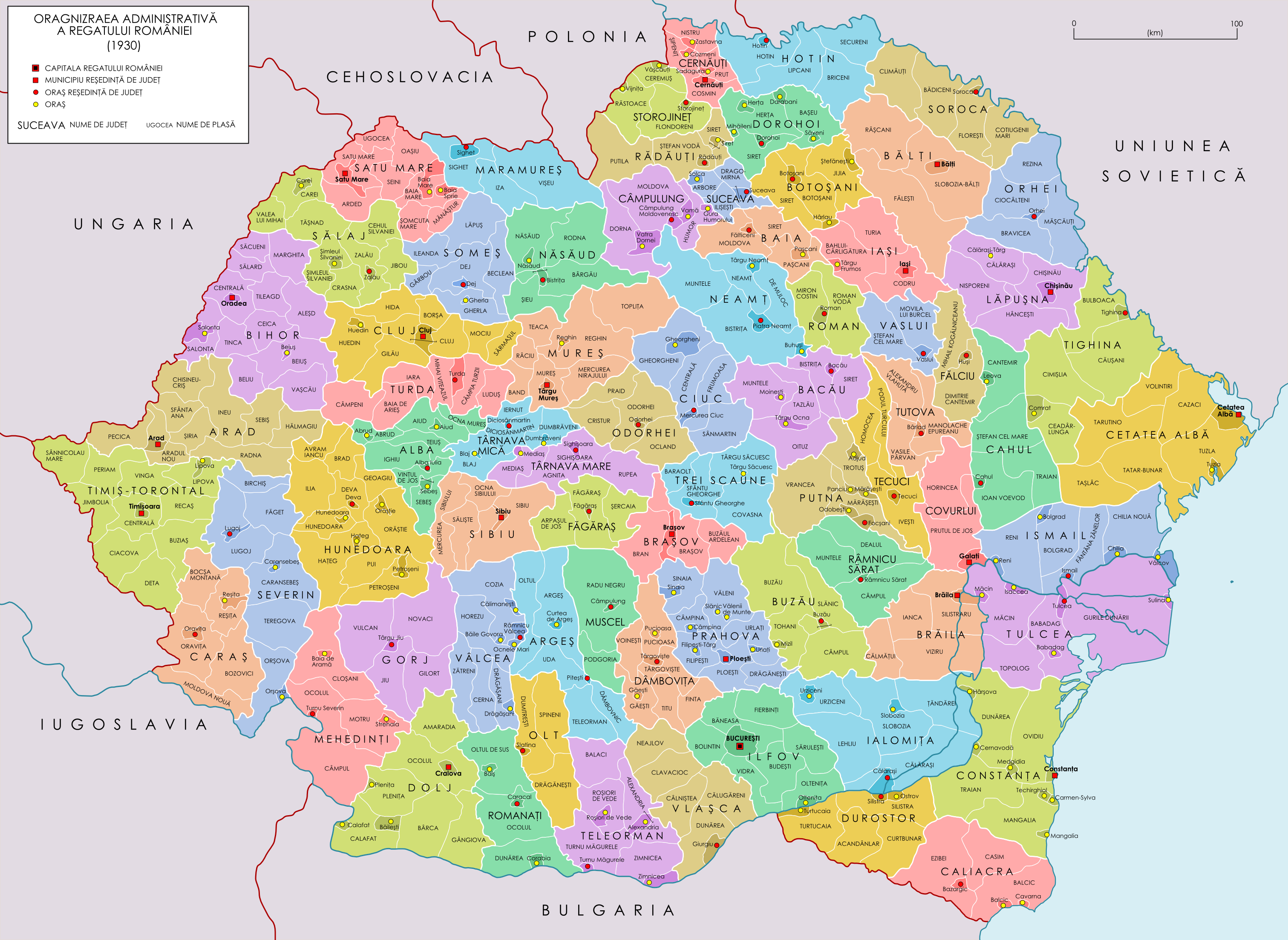
I distretti del 1930

La legge sopracitata stabiliva che il Regno di Romania era diviso in 3 livelli amministrativi: 71 distretti (județ), 489 plasi e 8 879 comuni. In tabella sono elencati i distretti con la popolazione al censimento del 1930.
| Nr. | Distretto                   | Capoluogo             | Popolazione | Superficie (km²) | Densità (ab/km²) |
| --- | --------------------------- | --------------------- | ----------- | ---------------- | ---------------- |
| 1   | Distretto di Alba           | Alba Iulia            | 213.795     | 2.433            | 87,873           |
| 2   | Distretto di Arad           | Arad                  | 423.824     | 6.248            | 67,834           |
| 3   | Distretto di Argeș          | Pitești               | 258.305     | 4.216            | 61,268           |
| 4   | Distretto di Bacău          | Bacău                 | 260.781     | 4.410            | 59,134           |
| 5   | Distretto di Baia           | Fălticeni             | 155.915     | 3.353            | 46 500           |
| 6   | Distretto di Bălți          | Bălți                 | 386.476     | 5.260            | 73,475           |
| 7   | Distretto di Bihor          | Oradea                | 509.130     | 7.467            | 68,184           |
| 8   | Distretto di Botoșani       | Botoșani              | 216.537     | 3.077            | 70,373           |
| 9   | Distretto di Brașov         | Brașov                | 167.946     | 2.605            | 64,471           |
| 10  | Distretto di Brăila         | Brăila                | 219.932     | 4.286            | 51,314           |
| 11  | Distretto di Buzău          | Buzău                 | 309.425     | 4.936            | 62,687           |
| 12  | Distretto di Cahul          | Cahul                 | 194.631     | 4.442            | 43,816           |
| 13  | Distretto di Caliacra       | Bazargic              | 166.588     | 4.500            | 37,020           |
| 14  | Distretto di Caraș          | Oravița               | 200.390     | 4.693            | 42,700           |
| 15  | Distretto di Câmpulung      | Câmpulung Moldovenesc | 95.174      | 2.349            | 40,517           |
| 16  | Distretto di Cernăuți       | Cernăuți              | 305.097     | 1.771            | 172,274          |
| 17  | Distretto di Cetatea-Albă   | Cetatea Albă          | 340.459     | 7.595            | 44,827           |
| 18  | Distretto di Ciuc           | Miercurea Ciuc        | 146.584     | 4.993            | 29,358           |
| 19  | Distretto di Cluj           | Cluj                  | 333.545     | 4.813            | 69,301           |
| 20  | Distretto di Costanza       | Costanza              | 249.914     | 6.910            | 36,167           |
| 21  | Distretto di Covurlui       | Galați                | 211.196     | 2.662            | 79,337           |
| 22  | Distretto di Dâmbovița      | Târgoviște            | 310.310     | 3.440            | 90,206           |
| 23  | Distretto di Dolj           | Craiova               | 487.047     | 6.538            | 74,495           |
| 24  | Distretto di Dorohoi        | Dorohoi               | 209.248     | 2.846            | 73,524           |
| 25  | Distretto di Durostor       | Silistra              | 211.439     | 3.226            | 65,542           |
| 26  | Distretto di Făgăraș        | Făgăraș               | 86.461      | 2.432            | 35,551           |
| 27  | Distretto d Fălciu          | Huși                  | 113.049     | 2.120            | 53,325           |
| 28  | Distretto di Gorj           | Târgu Jiu             | 208.099     | 4.579            | 45,446           |
| 29  | Distretto di Hotin          | Hotin                 | 395.345     | 3.782            | 104,533          |
| 30  | Distretto di Hunedoara      | Deva                  | 331.677     | 7.695            | 43,103           |
| 31  | Distretto di Ialomița       | Călărași              | 295.500     | 7.095            | 41,649           |
| 32  | Distretto di Iași           | Iași                  | 276.230     | 3.227            | 85,600           |
| 33  | Distretto di Ilfov          | Bucarest              | 992.416     | 5.197            | 190,959          |
| 34  | Distretto di Ismail         | Ismail                | 224.229     | 4.212            | 53,236           |
| 35  | Distretto di Lăpușna        | Chișinău              | 421.857     | 4.181            | 100,899          |
| 36  | Distretto di Maramureș      | Sighet                | 162.158     | 3.381            | 47,962           |
| 37  | Distretto di Mehedinți      | Turnu Severin         | 306.339     | 5.320            | 57,583           |
| 38  | Distretto di Mureș          | Târgu Mureș           | 289.817     | 4.856            | 59,682           |
| 39  | Distretto di Muscel         | Câmpulung             | 150.458     | 3.058            | 49,201           |
| 40  | Distretto di Năsăud         | Bistrița              | 145.423     | 4.326            | 33,616           |
| 41  | Distretto di Neamț          | Piatra Neamț          | 198.670     | 3.977            | 49,955           |
| 42  | Distretto di Odorhei        | Odorhei               | 130.646     | 2.977            | 43,885           |
| 43  | Distretto di Olt            | Slatina               | 184.219     | 2.863            | 64,345           |
| 44  | Distretto di Orhei          | Orhei                 | 277.009     | 4.246            | 65,240           |
| 45  | Distretto di Prahova        | Ploești               | 478.007     | 5.040            | 94,843           |
| 46  | Distretto di Putna          | Focșani               | 193.738     | 3.340            | 58,005           |
| 47  | Distretto di Rădăuți        | Rădăuți               | 161.867     | 2.360            | 68,587           |
| 48  | Distretto di Râmnicu-Sărat  | Râmnicu Sărat         | 185.110     | 3.324            | 55,689           |
| 49  | Distretto di Roman          | Roman                 | 151.918     | 1.880            | 80,807           |
| 50  | Distretto di Romanați       | Caracal               | 271.288     | 3.560            | 76,204           |
| 51  | Distretto di Satu Mare      | Satu Mare             | 295.131     | 4.242            | 69,574           |
| 52  | Distretto di Sălaj          | Zalău                 | 342.672     | 5.191            | 66,013           |
| 53  | Distretto di Severin        | Lugoj                 | 240.715     | 6.422            | 37,483           |
| 54  | Distretto di Sibiu          | Sibiu                 | 193.309     | 3.531            | 54,746           |
| 55  | Distretto di Someș          | Dej                   | 220.353     | 3.965            | 55,575           |
| 56  | Distretto di Soroca         | Soroca                | 315.774     | 4.331            | 72,910           |
| 57  | Distretto di Storojineț     | Storojineț            | 169.518     | 2.653            | 63,897           |
| 58  | Distretto di Suceava        | Suceava               | 121.870     | 1.309            | 93,102           |
| 59  | Distretto di Târnava-Mare   | Sighișoara            | 148.798     | 2.836            | 52,468           |
| 60  | Distretto di Târnava-Mică   | Diciosânmartin        | 148.340     | 2.081            | 71,283           |
| 61  | Distretto di Tecuci         | Tecuci                | 157.079     | 2.408            | 65,232           |
| 62  | Distretto di Teleorman      | Turnu Măgurele        | 348.027     | 4.577            | 76,038           |
| 63  | Distretto di Tighina        | Tighina               | 307.629     | 6.333            | 48,576           |
| 64  | Distretto di Timiș-Torontal | Timișoara             | 500.416     | 7.600            | 65,844           |
| 65  | Distretto di Trei-Scaune    | Sfântu Gheorghe       | 136.358     | 3.337            | 40,862           |
| 66  | Distretto di Tulcea         | Tulcea                | 183.391     | 8.626            | 21,260           |
| 67  | Distretto di Turda          | Turda                 | 181.953     | 3.158            | 57,617           |
| 68  | Distretto di Tutova         | Bârlad                | 144.267     | 2.498            | 57,753           |
| 69  | Distretto di Vaslui         | Vaslui                | 138.870     | 2.260            | 61,447           |
| 70  | Distretto di Vâlcea         | Râmnicu Vâlcea        | 246.616     | 4.081            | 60,430           |
| 71  | Distretto di Vlașca         | Giurgiu               | 296.616     | 4.494            | 66,003           |

### Periodo 1938-1940

I Ținut rumeni del 1939

Con la nuova costituzione del 1938, venne introdotto un nuovo livello di divisione amministrativa, il Ținut che comprendeva diversi distretti.
In base alla legge del 14 agosto 1938 vennero creati 10 Ținut (Ținuturi al plurale):
- Argeș
- Crișuri
- Dunării
- Jiu
- Mării
- Mureș
- Nistru
- Prut
- Suceava
- Timiș

La divisione dei distretti in questo nuovo livello non seguì criteri storici. I distretti della Transilvania a maggioranza ungherese furono inseriti in Ținut diversi: il distretto di Trei Scaune fu incluso nel Ținut Argeș, mentre i distretti di Ciuc e Odorhei nel Ținut Alba-Iulia.